# Norbert Starzak
Norbert Starzak (* 27. August 1950; † 4. August 2003 in den Dolomiten, Italien) war ein deutscher Fußballspieler und Unternehmer.

## Karriere
Starzak begann seine Karriere beim TuS Wiescherhöfen und absolvierte in der Saison 1971/72 zwei Spiele für den SV Werder Bremen in der Bundesliga. In beiden Spielen wurde er eingewechselt, keines konnte gewonnen werden. Es blieben seine einzigen Spiele im Oberhaus des deutschen Fußballs. 1972 wechselte Starzak zur DJK Gütersloh, wo er bis 1974 in 64 Ligaspielen in der Fußball-Regionalliga West spielte und dabei 16 Tore schoss. Anschließend schnürte er die Schuhe für die in der 2. Bundesliga spielenden TSV 1860 München und Wormatia Worms. 1981 ging er zum TSV Flörsheim-Dalsheim, wo er seine Karriere ausklingen ließ.

## Nach der Karriere
Mit seinem Wechsel zum TSV Flörsheim-Dalsheim wurde Starzak auch gleichzeitig Trainer der Mannschaft. Im Jahr 1984 wechselte er zur SpVgg Neckarelz, wo er ein Jahr später seine aktive Laufbahn beendete. Bis zu seinem Tod war er auch Sportlicher Leiter der SpVgg Neckarelz und erlebte mit dem Aufstieg in die Verbandsliga 2003 seinen größten Erfolg. Seit 2004 wird ihm zu Ehren bei der Spielvereinigung jährlich der Norbert-Starzak-Gedächtnispokal ausgespielt.
1986 gründete Starzak gemeinsam mit Ernst Becker in Flörsheim-Dalsheim die Firma Sportomed, deren Geschäftsführer er war. Diese erhielt 1998 den Innovationspreis für die Entwicklung eines Gels für Kühlakkus. Am 4. August 2003 verunglückte Starzak beim Bergsteigen in den Dolomiten tödlich. Bis zu seinem Tod lebte er im Odenwald.